# Göran Carlsson
Göran Carlsson (* um 1959) ist ein schwedischer Badmintonspieler.

## Karriere
Göran Carlsson siegte 1977 bei den Nordischen Juniorenmeisterschaften und gewann im gleichen Jahr zweimal Bronze bei der Junioren-Europameisterschaft. 1981 konnte er die Herrendoppelkonkurrenz bei den Norwegian International für sich entscheiden. Bei der Europameisterschaft 1984 erkämpfte er sich Bronze im Herreneinzel.

## Sportliche Erfolge
| Saison | Veranstaltung                     | Disziplin    | Platz | Name                                 |
| ------ | --------------------------------- | ------------ | ----- | ------------------------------------ |
| 1977   | Nordische Juniorenmeisterschaften | Herreneinzel | 1     | Göran Carlsson                       |
| 1977   | Junioren-Europameisterschaft      | Herrendoppel | 3     | Ulf Johansson / Göran Carlsson       |
| 1977   | Junioren-Europameisterschaft      | Herreneinzel | 3     | Göran Carlsson                       |
| 1981   | Norwegian International           | Herrendoppel | 1     | Göran Carlsson / Klas-Gunnar Jönsson |
| 1984   | Europameisterschaft               | Herreneinzel | 3     | Göran Carlsson                       |